# 中央通り (富山市)
中央通り（ちゅうおうどおり）は、富山県富山市の中心部にある町名であり、商店街である。郵便番号は930-0044。中央通り商店街と隣接する総曲輪（そうがわ）通り商店街、西町（にしちょう）商店街などと併せ、富山県内で最大の繁華街を形成する。

## 概要
中央通りは、西側の富山県道43号富山上滝立山線沿いの1丁目から、市道（雪見通り）を挟んで東側のいたち川沿いまでの3丁目まである、約630mの東西に真っ直ぐ延びる町内である。1丁目、2丁目は、長さ約470mに渡り、アーケードが架かる「中央通りさんぽ〜ろ商店街」となっている。東側（2丁目）には、明治初期から中期に最も栄えた中教院通り（モール）があり交差している。
また、商店街西側入り口（1丁目）正面には、道路中央部に富山地方鉄道富山軌道線の複線軌道が設置された、富山県道43号富山上滝立山線を挟み、総曲輪通り商店街（長さ約360m）があり西側に真っ直ぐ続いている。
総曲輪通りは明治中期から繁華街として発展していったが、当時中央通りは、中町・袋町・東四十物町、室屋町といった町名で、主に江戸時代から続く呉服店、薬種業など大店の問屋が並ぶ問屋街といったおもむきだった。明治初期に中教院が出来て門前町的な盛り場として発展し、大正時代に入り、1913年（大正2年）に富山駅からの路面電車（現在の富山地方鉄道富山軌道線）が通るようになり、繁華街として小売商、飲食店、劇場、映画館などが立ち並ぶようになった。1923年（大正12年）12月には、中町の角に木造3階一部5階建ての塔屋がある、富山県内初の百貨店「岡部呉服店」が開業した。
第二次世界大戦による富山大空襲では富山市内がほぼ焼け野原となったが、中町・袋町・東四十物町、室屋町などには再び、小売商、飲食店、劇場、映画館などが立ち並ぶようになり、1948年（昭和23年）に中央通商栄会を設立し、中町・袋町・東四十物町を結ぶ通りを総称して中央通りと呼ぶようになった。
1957年（昭和32年）には通りにアーケードが架かり、1965年（昭和40年）4月に住居表示変更が行われ、上記の町名の町などが中央通り1～3丁目に変更された。1987年（昭和62年）10月9日にはアーケード及びカラー舗装等の改築にともない「さんぽ〜ろ」の愛称がついた。
かつては多くの映画館（封切館〔ロードショー館〕）、デパート、スーパーなどがあり賑わったが、現在はすべて撤退及び廃業しており1軒も残っておらず、店舗の空き家も多く目立つ。現在は富山市中心部の移住人口を回復し、賑わいを取り戻すため、中央通りや西町には、通りに面した1階部分に店舗、上層部はマンションといった商住混在型の複合施設が多く建てられている。
なお中央通りさんぽ〜ろ商店街は、11時から22時まで車両通行止め（歩行者天国）となっている。

## 沿革

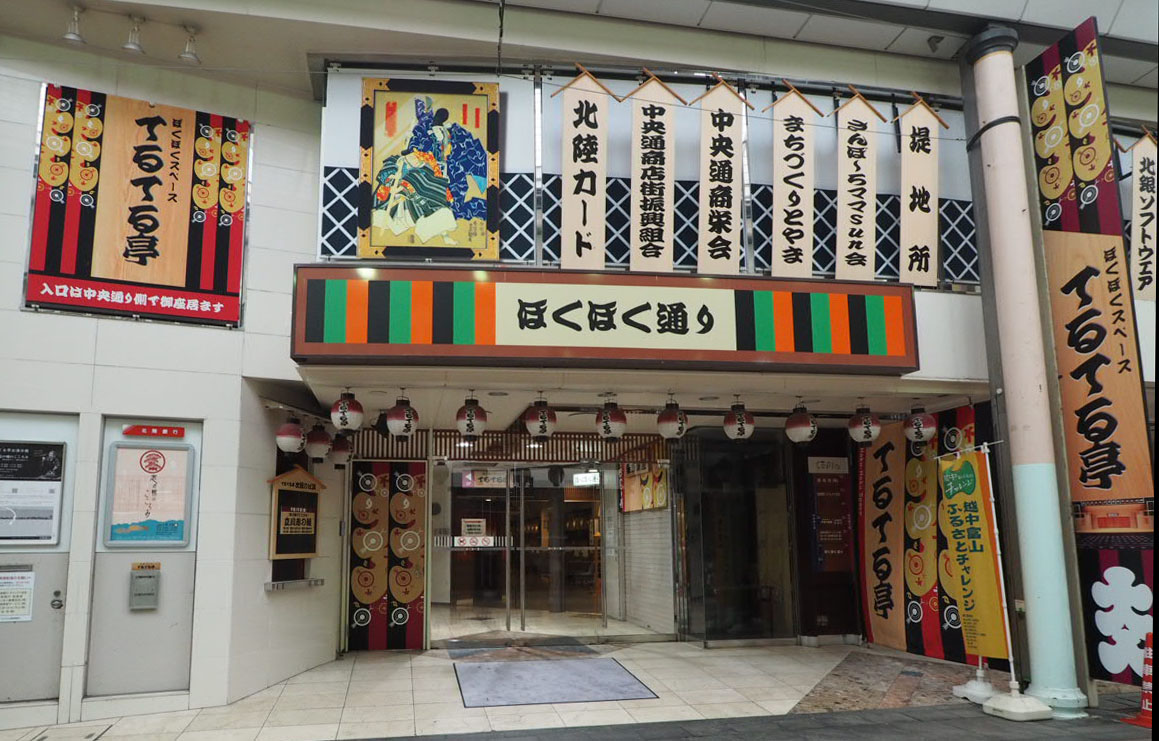
てるてる亭

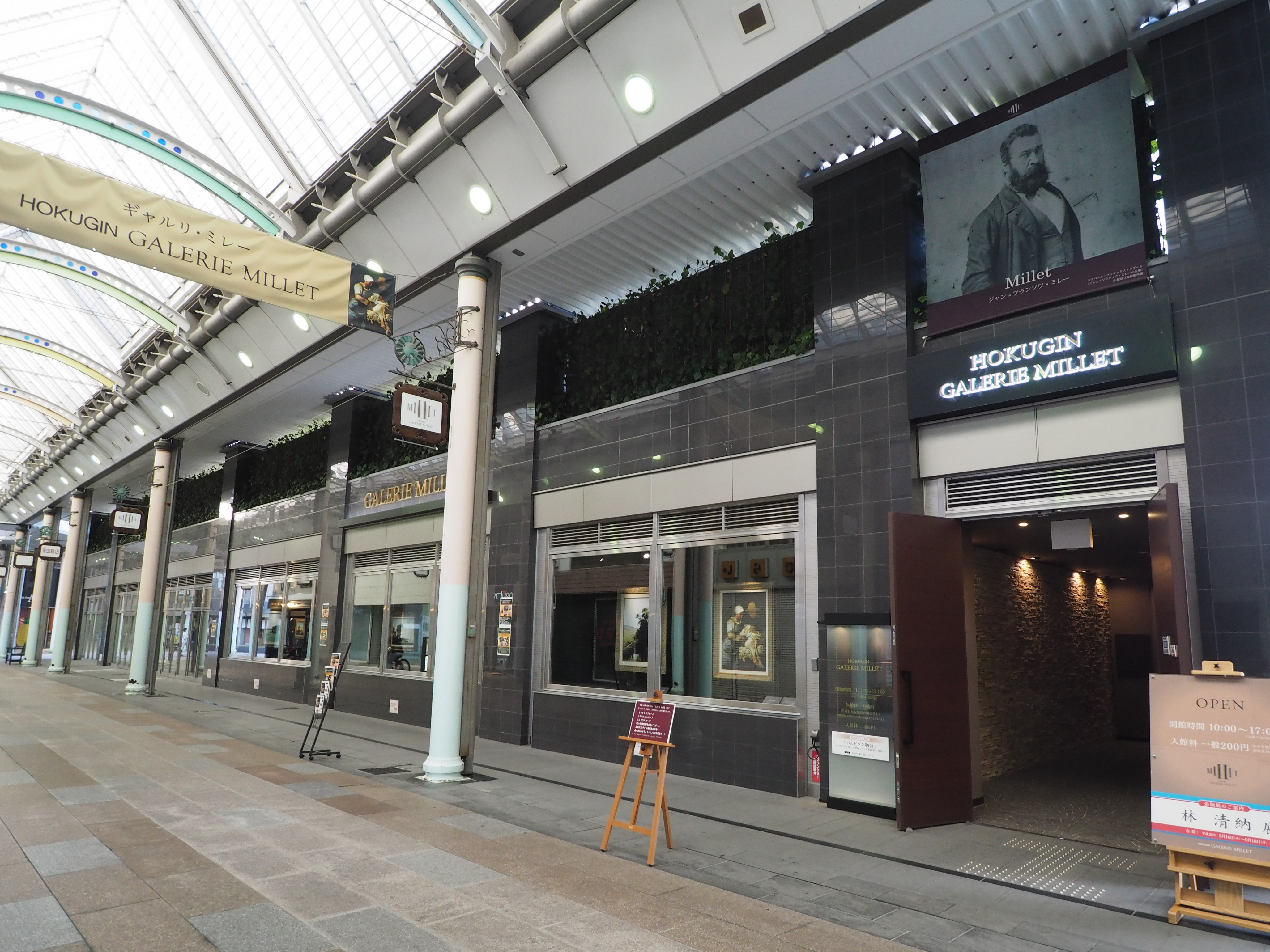
ギャルリ・ミレー

- 1620年（元和8年） – 中田家三代三郎右衛門が東四十物町にて薬商を創業
- 1879年（明治12年） – 富山第百二十三国立銀行（現 北陸銀行）が中町にて創業
- 1883年（明治16年） – 富山第百二十三国立銀行本店（現 北陸銀行本店）が現在地（堤町通り）に移転
- 1913年（大正2年） – 路面電車（現在の富山地方鉄道富山軌道線）が現 富山県道43号に開通
- 1923年（大正12年）10月8日 – 中町に富山県内初の百貨店「岡部呉服店」が開業[6]
- 1932年（昭和7年）11月 – 西町に百貨店宮市大丸富山店（現 富山大和）が開業
- 1948年（昭和23年） – 中央通商栄会が設立される（中町・袋町・東四十物町を結ぶ通りを総称して「中央通り」と呼ぶようになる）
- 1950年（昭和25年）12月23日 - スズラン灯設置[7]
- 1953年（昭和28年） - 中央通り商栄会協同組合が設立される[4]。
- 1956年（昭和31年）
  - 11月14日 - アーケード着工[8]。
  - 12月25日 – アーケードの一部が完成[8]。
- 1957年（昭和32年）
  - 6月1日 – アーケード完成[9]（屋根はアルミ製の板葺きで、1.5mの積雪に耐えられる設計になっている[10]）
- 1961年（昭和36年）11月13日 – 現在の北陸銀行本店が完成[11]
- 1963年（昭和38年）8月10日 - スーパーマーケット『タイヨー』が創業[12]。
- 1964年（昭和39年）11月7日 - 中央通りアーケードの全工事が完成[13]。アーケードの照明が最新式のものに変更され、当時は日本一明るい商店街と評判を呼んだ[10]。
- 1965年（昭和40年）4月 – 住居表示変更により、町名が中央通り1〜3丁目となる（1丁目 中町・袋町など、2丁目 東四十物町・室屋町など、3丁目 餌指町など）
- 1968年（昭和43年）11月23日頃 – 地元資本のスーパータイヨー（のちにデパートタイヨー）が疑似百貨店として開業[14]
- 1971年（昭和46年）5月30日 – 長崎屋富山店開業[15]。
- 1972年（昭和47年）6月 – 東口側（中教院通りより東側）アーケード完成。7月1日より点灯し、照明700ルクスは当時全国の商店街で最高の明るさであった。同時に融雪装置も導入される[16]。
- 1973年（昭和48年） – アーケード内のカラー舗装が完成
- 1976年（昭和51年） – 中央通り商店街振興組合設立
- 1986年（昭和61年）3月29日 – アネックス109トヤマ（後のTOYAMA 109）開業[17]
- 1987年（昭和62年）10月9日 – アーケード・カラー舗装を改築、「さんぽ〜ろ」の愛称が付く[5]
- 1990年（平成2年）
  - 8月 - デパートタイヨー閉店[18]
  - 6月5日 - アーケード改修工事完成[18]。
- 2000年（平成12年）9月 – TOYAMA 109閉店
- 2001年（平成13年）11月30日 - 駐車場『中央通りパークイン』の改修工事が完了（レストルーム設置など）[19]。
- 2002年（平成14年）
  - 2月11日 – 長崎屋富山店閉店[20]。
  - 8月2日、再開発ビル『中教院モルティ』が完成[21]。
- 2008年（平成20年）6月7日 – てるてる亭開館
- 2012年（平成24年）9月1日 – ギャルリ・ミレー（美術館）開館

## 世帯数と人口
2018年（平成30年）3月31日現在の世帯数と人口は以下の通りである。
| 丁目           | 世帯数  | 人口  |
| -------------- | ------- | ----- |
| 中央通り一丁目 | 26世帯  | 54人  |
| 中央通り二丁目 | 297世帯 | 545人 |
| 中央通り三丁目 | 42世帯  | 102人 |
| 計             | 365世帯 | 701人 |

## 小・中学校の学区
市立小・中学校に通う場合、学区は以下の通りとなる。
| 丁目           | 番   | 小学校             | 中学校             |
| -------------- | ---- | ------------------ | ------------------ |
| 中央通り一丁目 | 全域 | 富山市立中央小学校 | 富山市立南部中学校 |
| 中央通り二丁目 | 全域 | 富山市立中央小学校 | 富山市立南部中学校 |
| 中央通り三丁目 | 全域 | 富山市立中央小学校 | 富山市立南部中学校 |

## 中央通りの施設・店舗

### 現在の主な施設・店舗
- 北陸銀行 本店（国の登録有形文化財） – 住所・正面入口は堤町通りだが、中央通りさんぽ〜ろ商店街側からも入店できる。
- てるてる亭 – 富山県出身の落語家立川志の輔がプロデュースした、落語や演芸などができるホール（寄席）。
- ギャルリ・ミレー – 北陸銀行が所有するJFミレーとバルビゾン派の絵画作品を中心とする美術館。
- ポールスミス富山店
- 三井住友銀行富山支店
- 島大証券本店
- 富山中央警察署 中央通り交番
- 富山中教院
- シネマカフェ「HOTORI×ほとり座」 – ミニシアター（単館系映画館）を併設したカフェ。2016年（平成28年）11月開館。
- 竹林堂本舗

### 過去に存在した主な施設・店舗
- デパート（スーパー）タイヨー
- 長崎屋富山店
- TOYAMA 109
- マクドナルド（1983年7月30日に金沢店に次ぐ北陸2番目、全国377番目の店舗として開業[23]するも、2003年7月末に閉店。富山交通の建物を借りて営業していた[24]。）
- 映画館
  - 富山松竹、富山たから劇場、富山ニュースカラ座、
- 富士銀行（現 みずほ銀行）富山支店

## 周辺の主な施設・店舗
商店街（中央通り商店街に隣接）
- 総曲輪通り商店街（総曲輪）
  - 総曲輪フェリオ
    - キーテナントの大和富山店のほか、多くの専門店で構成される。

  - グランドプラザ
    - 総曲輪フェリオ横にある長さ65m、幅21m、高さ19mの総ガラス張り天井、吹き抜けの全天候対応広場で、様々なイベントに使われている。

  - 西町・総曲輪CUBY
  - 総曲輪ウィズ
    - 1F: 地場もん屋（富山市農林産物アンテナショップ）
    - 4・5F: フォルツァ総曲輪（シネマホール〔ミニシアター〕・ライブホール）休館中
- 西町（にしちょう）商店街（西町）
  - TOYAMAキラリ
    - 富山市立図書館
    - 富山市ガラス美術館
    - 富山第一銀行本店

  - にいかわ信用金庫富山支店
  - 富山地鉄西町乗車券センター（電車・バス定期券、ICカード発売所）

店舗
- ピアゴ富山西町店（上本町）
- 月世界本舗（上本町）

公共施設、商業施設など
- 富山商工会議所ビル（総曲輪）

神社仏閣
- 本願寺富山西別院（総曲輪）
- 東本願寺（総曲輪）
- 日枝神社（山王町）

企業
- 野村証券富山支店（堤町通り）
- 大和証券富山支店（荒町）

金融機関
- ほくほくフィナンシャルグループ本社（堤町通り）
  - 北陸銀行本店
- 北陸銀行荒町支店（荒町）
- 富山第一銀行ビジネスプラザ支店（総曲輪）
- 富山第一銀行堤町支店（堤町通り）
- 富山信用金庫本店（室町通り）

ホテル
- ホテルアルファーワン富山荒町（荒町）
- ダイワロイネットホテル富山（荒町） - 2004年4月開業、2023年9月5日営業終了[25]

## 交通

### 鉄道
- 富山地方鉄道富山軌道線
  - 中町（西町北）停留場 - 西町停留場

### 路線バス
- 富山地方鉄道・富山地鉄中央バス
  - 西町バス停
  - 中教院前バス停
- まいどはや（コミュニティバス）
  - 西町商店街バス停（中央ルート）
  - 西町バス停（清水町ルート）
  - 中央通り商店街口バス亭（中央ルート）

### 道路
- 富山県道6号富山立山公園線
- 富山県道43号富山上滝立山線